# Glypta impressa
Glypta impressa là một loài tò vò trong họ Ichneumonidae.